# Dreibein (Küchengerät)

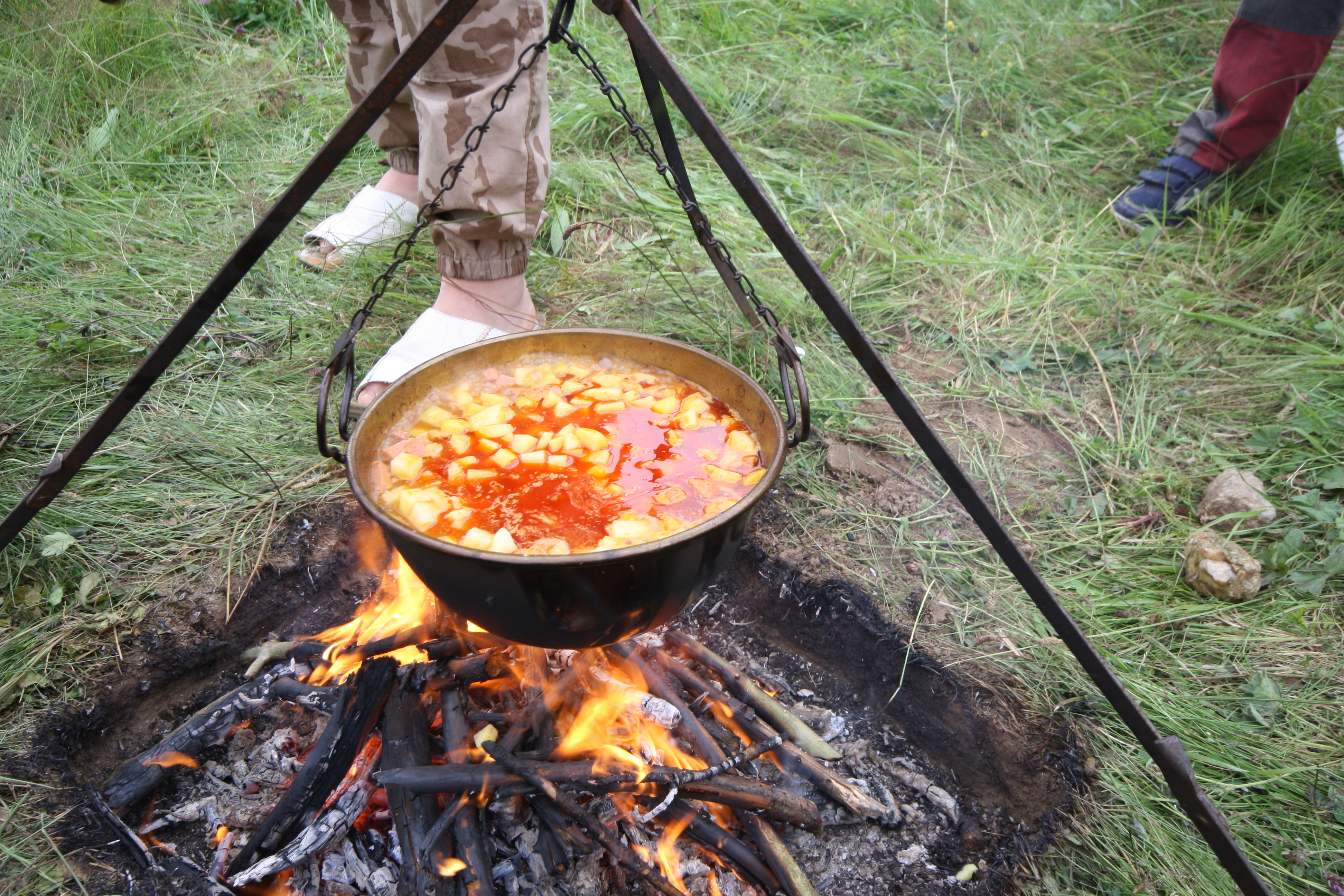
Dreibein über Feuer

Ein Dreibein oder Dreifuß ist ein historisches Küchengerät. Es diente als Standgerät für Töpfe oder Pfannen am offenen Herdfeuer. Nachgewiesen sind Dreifüße in Mitteleuropa seit dem Mittelalter, bekannt waren sie schon in der Antike (siehe Dreifuß). Es gab dreieckige und runde Geräte. Als „Pfannenstuhl“ bekamen sie einen ausladenden Arm, um den Stiel der Pfanne aufzunehmen. Für die spezielle Kesselform Grapen brauchte man kein Dreibein, da dieser eigene Füße besaß. Als Alternative konnten Töpfe auch mit einem in der Höhe verstellbaren Kesselhaken (Hal) über der Feuerstelle aufgehängt werden. 